# Красный Бор (Вологодская область)
Красный Бор — посёлок в Тотемском районе Вологодской области.
Входит в состав Калининского сельского поселения, с точки зрения административно-территориального деления — в Калининский сельсовет.
Расположен при слиянии рек Тафта и Вожбал, образующих при этом Цареву. Расстояние по автодороге до районного центра Тотьмы — 43 км, до центра муниципального образования посёлка Царева — 18 км. Ближайшие населённые пункты — Исаево, Орловка, Радчино.
По переписи 2002 года население — 384 человека (190 мужчин, 194 женщины). Преобладающая национальность — русские (94 %).